# Stenetra ligustica
Stenetra ligustica är en stekelart som beskrevs av Masi 1931. Stenetra ligustica ingår i släktet Stenetra och familjen puppglanssteklar.
Artens utbredningsområde är:
- Tjeckien.
- Italien.
- Spanien.
- Azerbajdzjan.
- Kroatien.

Inga underarter finns listade i Catalogue of Life.